# Longton (Kansas)
Pour les articles homonymes, voir Longton.
Longton est une ville américaine située dans le comté d'Elk, au Kansas. 

## Démographie
Selon le recensement de 2020, sa population est de 288 habitants.